# 1973 Колоколо
1973 Колоколо (1973 Colocolo) — астероїд головного поясу, відкритий 18 липня 1968 року.
Тіссеранів параметр щодо Юпітера — 3,167.